# Hottentottismus
Hottentottismus (auch: Vokalsprache) ist eine veraltete Bezeichnung für eine universelle Dyslalie, eine Störung der Lautäußerungen. „Universell“ bedeutet, dass die meisten Laute betroffen sind und bei den Äußerungen überwiegend Vokale verwendet werden, so dass die Rede des Patienten für den Zuhörer unverständlich ist.
Der Begriff wird heutzutage als diffamierend und/oder rassistisch charakterisiert.